# Visitara brunneiplaga
Visitara brunneiplaga är en fjärilsart som beskrevs av Swinhoe 1902. Visitara brunneiplaga ingår i släktet Visitara och familjen mätare. Inga underarter finns listade i Catalogue of Life.